# Belkıs, Serik
Belkıs là một thị trấn thuộc huyện Serik, tỉnh Antalya, Thổ Nhĩ Kỳ. Dân số thời điểm năm 2011 là 1.818 người.